# Gunnebo IP
För andra betydelser, se Gunnebo (olika betydelser).
Gunnebo IP är en idrottsplats och fotbollsarena i Gunnebo. Den ligger på höger sida ca 200 meter efter infarten från E22:an.
Idrottsplatsen, som har omklädningsrum och klubblokal har en elbelyst grusplan och två gräsplaner är hemmaplan för Gunnebo IF.